# Carlyn Baldwin
Pour les articles homonymes, voir Baldwin.
Carlyn Elizabeth Baldwin, née le 17 mars 1996, est une joueuse internationale espoir américaine de soccer qui joue au poste de milieux de terrain au sein du club portugais du SC Braga.

## Biographie

### Parcours en club
Elle débute le soccer au sein du Braddock Road Youth Club 95, aidant son équipe à remporter le titre national US Youth Soccer U16 en 2012, de même que le titre national US Youth Soccer U17 en 2013, ainsi que la Virginia State Cup en 2012 et 2013 et le championnat de la région I en 2012. En 2014, poursuivant ses études universitaire, son choix se porte sur l'Université du Tennessee et son club de soccer des Lady Volunteers du Tennessee. Elle y passe trois saisons et obtient son diplôme en management du sport. 
Au début de l'année 2017, elle quitte son pays d'origine pour rejoindre la Suisse, et le club de la capitale, le Young Boys. Elle n'y reste qu'une demie saison et rejoint en juillet le club portugais du Sporting Portugal. Elle devient ainsi la deuxième joueuse étrangère à jouer pour le Sporting CP. Elle vit en colocation avec deux joueuses portugaises, que sont Solange Carvalhas et Mariana Azevedo. Remportant avec le club lisboète, le doublé coupe-championnat en 2018, elle est finaliste de la Supercoupe du Portugal cette même année, puis vice championne du Portugal en 2019. Elle participe aussi aux campagnes européennes des Lionnes. À noter également qu'elle fait partie des six athlètes du Sporting CP (Carole Costa, Nevena Damjanovic, Carlyn Baldwin, Tatiana Pinto, Ana Borges et Diana Silva) à figurer dans le onze-type du championnat féminin 2018-19, lors du gala Das Quinas 2019. Elle marque son premier tour du chapeau le 22 septembre 2019, face au GDC A-dos-Francos (victoire 17 à 0). Le 13 octobre 2019, elle subit une grave lésion au genou et est écartée des terrains pour plusieurs mois, de plus la pandémie de Covid-19 fait qu'elle n'est pas de retour sur les terrains d'entrainement avant le mois de juillet. En juin 2020, elle prolonge avec les Lionnes de Lisbonne jusqu'en 2021. En juin 2021, elle est l’une des neuf joueuses libérées par le club le 2.
En décembre 2021, elle signe pour une saison au sein du SCU Torreense, avec qui elle dispute 17 matches et marque 2 buts.
Le 4 juillet 2022, elle signe pour 2 saisons avec le SL Benfica, alors champion du Portugal. Mais le 28 août 2022, la direction du club lisboète annonce la résiliation commune du contrat de Carlyn Baldwin. Dès lors elle s'engage pour une saison avec le Sport Futebol Damaiense, tout récemment promus en Liga BPI, avec qui elle termine à la 5e place du championnat.

### Parcours en sélection nationale
Elle est sélectionnée en mars 2013, en équipe nationale U18 des États-Unis et participe au tournoi des dix nations en qui se dispute en Espagne à La Manga. En 2014 elle fait partie des trois étudiantes de première année à rejoindre l'équipe américaine U20, cette même année elle participe à la Coupe du monde des moins de 20 ans 2014 qui se dispute au Canada, entrant en jeu contre l'Allemagne et la Chine.

## Statistiques

### En club
| Saison                | Club                  | Championnat           | Championnat | Championnat | Coupe(s) nationale(s) | Coupe(s) nationale(s) | Compétition(s) continentale(s) | Compétition(s) continentale(s) | Compétition(s) continentale(s) | Sélection | Sélection | Sélection | Total | Total |
| Saison                | Club                  | Division              | M.          | B.          | M.                    | B.                    | Comp.                          | M.                             | B.                             | Équipe    | M.        | B.        | M.    | B.    |
| 2016-2017             | Young Boys            | NLA+                  | 1           | 0           | 0                     | 0                     | -                              | 0                              | 0                              | -         | 0         | 0         | 1     | 0     |
| Sous-total            | Sous-total            | Sous-total            | 1           | 0           | 0                     | 0                     | -                              | 8                              | 0                              | -         | 0         | 0         | 9     | 0     |
| 2017-2018             | Sporting CP           | Liga Allianz          | 18          | 0           | 5                     | 0                     | LDC                            | 2                              | 0                              | -         | 0         | 0         | 25    | 0     |
| 2018-2019             | Sporting CP           | Liga BPI              | 21          | 4           | 3                     | 1                     | LDC                            | 3                              | 0                              | -         | 0         | 0         | 27    | 5     |
| 2019-2020             | Sporting CP           | Liga BPI              | 3           | 3           | 0                     | 0                     | -                              | 0                              | 0                              | U23       | 1         | 0         | 4     | 3     |
| 2020-2021             | Sporting CP           | Liga BPI              | 7           | 0           | 1                     | 1                     | -                              | 0                              | 0                              | -         | 0         | 0         | 8     | 1     |
| Sous-total            | Sous-total            | Sous-total            | 49          | 7           | 9                     | 2                     | -                              | 5                              | 0                              | -         | 1         | 0         | 64    | 9     |
| 2021-2022             | SCU Torreense         | Liga BPI              | 14          | 2           | 3                     | 0                     | -                              | 0                              | 0                              | -         | 0         | 0         | 17    | 2     |
| Sous-total            | Sous-total            | Sous-total            | 14          | 9           | 3                     | 2                     | -                              | 0                              | 0                              | -         | 0         | 0         | 17    | 11    |
| 2022-2023             | SL Benfica            | Liga BPI              | 0           | 0           | 1                     | 0                     | -                              | 0                              | 0                              | -         | 0         | 0         | 1     | 0     |
| Sous-total            | Sous-total            | Sous-total            | 0           | 0           | 1                     | 0                     | -                              | 0                              | 0                              | -         | 0         | 0         | 1     | 0     |
| 2022-2023             | Damaiense             | Liga BPI              | 18          | 1           | 5                     | 0                     | -                              | 0                              | 0                              | -         | 0         | 0         | 23    | 1     |
| Sous-total            | Sous-total            | Sous-total            | 18          | 1           | 5                     | 0                     | -                              | 0                              | 0                              | -         | 0         | 0         | 23    | 1     |
| 2023-2024             | SC Braga              | Liga BPI              | 18          | 2           | 8                     | 0                     | -                              | 0                              | 0                              | -         | 0         | 0         | 26    | 2     |
| Sous-total            | Sous-total            | Sous-total            | 18          | 2           | 8                     | 0                     | -                              | 0                              | 0                              | -         | 0         | 0         | 26    | 2     |
| Total sur la carrière | Total sur la carrière | Total sur la carrière | 100         | 12          | 26                    | 2                     | -                              | 5                              | 0                              | -         | 1         | 0         | 132   | 14    |

Statistiques actualisées le 29 mars 2024

#### Matchs disputés en coupes continentales
| Matchs | Date         | Stade                            | Adversaire      | Résultat | Minutes | Compétition         | Buts | Tour                   | Club        |
| ------ | ------------ | -------------------------------- | --------------- | -------- | ------- | ------------------- | ---- | ---------------------- | ----------- |
| 1      | 22 août 2017 | Stade Hévízi úti, Budapest       | BIIK Kazygurt   | 2 – 1    | 84 min  | Ligue des champions | 0    | Phase de qualification | Sporting CP |
| 2      | 25 août 2017 | Stade Nándor Hidegkuti, Budapest | MTK Hungária FC | 2 – 0    | 90 min  | Ligue des champions | 0    | Phase de qualification | Sporting CP |
| 3      | 7 août 2018  | Stade Gradski vrt, Osijek        | Avaldsnes IL    | 3 – 2    | 90 min  | Ligue des champions | 0    | Phase de qualification | Sporting CP |
| 4      | 10 août 2018 | Stade Gradski vrt, Osijek        | ŽNK Osijek      | 3 – 0    | 90 min  | Ligue des champions | 0    | Phase de qualification | Sporting CP |
| 5      | 13 août 2018 | Stade HNK Cibalia, Vinkovci      | ŽFK Dragon 2014 | 0 – 4    | 90 min  | Ligue des champions | 0    | Phase de qualification | Sporting CP |

## Palmarès
- Avec le Sporting CP [11]

- - Vainqueur du Championnat du Portugal : 1 fois — 2017-18
  - Vainqueur de la Coupe du Portugal : 1 fois — 2017-18
  - Vainqueur de la Supercoupe : 1 fois — 2017
  - Vice-championne du Championnat du Portugal : 1 fois — 2018-19
  - Finaliste de la Supercoupe : 1 fois — 2018